# Drakbåts-VM för landslag 2011
Drakbåts-VM för landslag 2011 anordnades av IDBF i Tampa Bay i USA den 3–7 augusti. Distanserna var 200 meter, 500 meter, 1 000 meter och 2 000 meter. Det tävlades i både 10-manna- och 20-mannabåtar i dam-, mixed- och open-klasser på junior-, senior- och master-nivå.

## Medaljtabell
| Pl.    | Nation              | Guld | Silver | Brons | Totalt |
| ------ | ------------------- | ---- | ------ | ----- | ------ |
| 1      | Kanada              | 37   | 9      | 6     | 52     |
| 2      | USA                 | 10   | 22     | 13    | 45     |
| 3      | Tyskland            | 9    | 10     | 9     | 28     |
| 4      | Ryssland            | 6    | 0      | 3     | 9      |
| 5      | Trinidad och Tobago | 5    | 8      | 6     | 19     |
| 6      | Filippinerna        | 5    | 0      | 0     | 5      |
| 7      | Storbritannien      | 3    | 2      | 3     | 8      |
| 8      | Kina                | 3    | 1      | 2     | 6      |
| 9      | Ungern              | 2    | 2      | 2     | 6      |
| 10     | Australien          | 1    | 8      | 7     | 16     |
| 11     | Hongkong            | 1    | 3      | 2     | 6      |
| 12     | Singapore           | 0    | 2      | 2     | 4      |
| 13     | Puerto Rico         | 0    | 1      | 1     | 2      |
| 14     | Tjeckien            | 0    | 1      | 0     | 1      |
| 15     | Japan               | 0    | 0      | 2     | 2      |
| 16     | Italien             | 0    | 0      | 1     | 1      |
| NP     | Macau               | 0    | 0      | 0     | 0      |
| Totalt | Totalt              | 82   | 69     | 59    | 210    |

## Medaljsammanfattning 20-manna

### Premier
| Klass                  | Guld     | Silver   | Brons          |
| 200m, premier herrar   | Kina     | Tyskland | Storbritannien |
| 500m, premier herrar   | Tyskland | USA      | Kina           |
| 1 000m, premier herrar | USA      | Tyskland | Ungern         |
| 2 000m, premier herrar | Ungern   | USA      | Ryssland       |
| 200m, premier damer    | Kina     | Kanada   | Australien     |
| 500m, premier damer    | Kanada   | Kina     | USA            |
| 1 000m, premier damer  | Kanada   | USA      | Australien     |
| 2 000m, premier damer  | Kanada   | USA      | Kina           |
| 200m, premier mixed    | Kina     | Kanada   | Australien     |
| 500m, premier mixed    | USA      | Kanada   | Tyskland       |
| 1 000m, premier mixed  | USA      | Tyskland | Ryssland       |
| 2 000m, premier mixed  | Kanada   | USA      | Tyskland       |

### Junior A
| Klass                   | Guld     | Silver    | Brons               |
| 200m, junior A herrar   | Tyskland | Singapore | Kanada              |
| 500m, junior A herrar   | Tyskland | Kanada    | Singapore           |
| 1 000m, junior A herrar | Tyskland | Singapore | Kanada              |
| 2 000m, junior A herrar | Tyskland | Kanada    | Singapore           |
| 200m, junior A mixed    | Tyskland | Kanada    | Trinidad och Tobago |
| 500m, junior A mixed    | Tyskland | Kanada    | USA                 |
| 1 000m, junior A mixed  | Tyskland | Kanada    | USA                 |
| 2 000m, junior A mixed  | Kanada   | Tyskland  | USA                 |

### U23
| Klass             | Guld   | Silver              | Brons               |
| 200m, U23 mixed   | Kanada | Trinidad och Tobago | USA                 |
| 500m, U23 mixed   | Kanada | Trinidad och Tobago | USA                 |
| 1 000m, U23 mixed | Kanada | USA                 | Trinidad och Tobago |
| 2 000m, U23 mixed | Kanada | USA                 | Trinidad och Tobago |

### Senior A
| Klass                   | Guld       | Silver     | Brons      |
| 200m, senior A herrar   | Ryssland   | Tyskland   | Kanada     |
| 500m, senior A herrar   | Ryssland   | Tyskland   | Kanada     |
| 1 000m, senior A herrar | Ryssland   | USA        | Kanada     |
| 2 000m, senior A herrar | Ryssland   | USA        | Japan      |
| 200m, senior A damer    | Kanada     | Australien | Tyskland   |
| 500m, senior A damer    | Kanada     | Tyskland   | Australien |
| 1 000m, senior A damer  | Kanada     | Australien | USA        |
| 2 000m, senior A damer  | Australien | Tyskland   | Kanada     |
| 200m, senior A mixed    | Tyskland   | Kanada     | USA        |
| 500m, senior A mixed    | Kanada     | Tyskland   | USA        |
| 1 000m, senior A mixed  | Kanada     | USA        | Australien |
| 2 000m, senior A mixed  | Kanada     | USA        | Australien |

### Senior B
| Klass                   | Guld   | Silver         | Brons          |
| 200m, senior B herrar   | Kanada | USA            | Storbritannien |
| 500m, senior B herrar   | Kanada | Tjeckien       | USA            |
| 1 000m, senior B herrar | Kanada | USA            | Storbritannien |
| 2 000m, senior B herrar | Kanada | Storbritannien | USA            |
| 200m, senior B damer    | Kanada | Tyskland       | Australien     |
| 500m, senior B damer    | Kanada | Australien     | Tyskland       |
| 1 000m, senior B damer  | Kanada | Australien     | USA            |
| 2 000m, senior B damer  | Kanada | Australien     | Tyskland       |
| 200m, senior B mixed    | Kanada | USA            | Tyskland       |
| 500m, senior B mixed    | Kanada | USA            | Tyskland       |
| 1 000m, senior B mixed  | Kanada | USA            | Tyskland       |
| 2 000m, senior B mixed  | Kanada | USA            | Tyskland       |

## Medaljsammanfattning 10-manna

### Premier
| Klass                  | Guld                | Silver              | Brons               |
| 200m, premier herrar   | Filippinerna        | Australien          | Trinidad och Tobago |
| 500m, premier herrar   | Filippinerna        | Australien          | Japan               |
| 1 000m, premier herrar | Filippinerna        | Australien          | Ungern              |
| 200m, premier damer    | Trinidad och Tobago | Puerto Rico         | Ryssland            |
| 500m, premier damer    | Hongkong            | Trinidad och Tobago | Puerto Rico         |
| 200m, premier mixed    | Filippinerna        | Trinidad och Tobago | Italien             |
| 500m, premier mixed    | Filippinerna        | Ungern              | Trinidad och Tobago |

### Junior A
| Klass                 | Guld   | Silver              | Brons               |
| 200m, junior A herrar | USA    | Trinidad och Tobago | Hongkong            |
| 500m, junior A herrar | USA    | Trinidad och Tobago | Hongkong            |
| 200m, junior A damer  | Kanada | Trinidad och Tobago | USA                 |
| 500m, junior A damer  | Kanada | USA                 | Trinidad och Tobago |